# Kierat (zawody sportowe)
Kierat, Międzynarodowy Ekstremalny Maraton Pieszy Kierat – ekstremalny maraton pieszy na orientację o umownej długości 100 km i przewyższeniach liczących około 4000 m. Baza maratonu znajduje się w Słopnicach, gdzie uczestnicy startują i kończą maraton. Do 2016 roku baza mieściła się w Limanowej. Zawody organizowane są corocznie od 2004 roku, z przerwami spowodowanymi pandemią (2020) oraz wojną (2022). Zawody odbywają się w ostatni weekend maja, z wyjątkiem 2021 roku, kiedy zawody zostały przeniesione na sierpień w związku z obostrzeniami wynikającymi z pandemii. Pomysłodawcą, budowniczym trasy i głównym sędzią imprezy jest Andrzej Sochoń, dyrektorem maratonu Andrzej Pilawski a szefem biura maratonu i sędzią pomocniczym Tomasz Baranowski. Kierat zaliczany jest do Pucharu Polski w Pieszych Maratonach na Orientację. W 2011 r. zawody miały rangę Mistrzostw Polski w Pieszych Maratonach na Orientację.
Co roku trasa zawodów ma inny przebieg – bazą jest Beskid Wyspowy, ale często trasa prowadzi również przez inne, sąsiednie pasma. Uczestnicy tuż przed rozpoczęciem imprezy otrzymują mapę z lokalizacją i numeracją punktów kontrolnych, których kolejność zaliczania jest obowiązkowa. Start odbywa się w piątek o godz. 18., niezależnie od warunków pogodowych. Zawodnicy maszerują przez kolejne punkty kontrolne z limitem czasowym 30 godzin, który może zostać wydłużony z uwagi na niekorzystne warunki pogodowe (np. burze).
Za udział w maratonie nagrodą jest satysfakcja z przejścia założonego dystansu oraz z pokonania własnych słabości, zmęczenia i czasem niesprzyjającej pogody. Każdy uczestnik, który zaliczy przynajmniej jeden punkt kontrolny otrzyma pamiątkowy dyplom i medal. Od 2006 roku przyznawane są specjalne wyróżnienia w kilku kategoriach:
- najszybszy zawodnik i zawodniczka (1-3 miejsce),
- najstarszy i najmłodszy zawodnik,
- „za wytrwałość” – największa odległość pokonana we wszystkich edycjach łącznie oraz osoby, które przekroczyły łącznie 1000 km we wszystkich edycjach,
- a także okazyjne nagrody ufundowane przez partnerów i sponsorów imprezy.

## Pamiątkowe medale

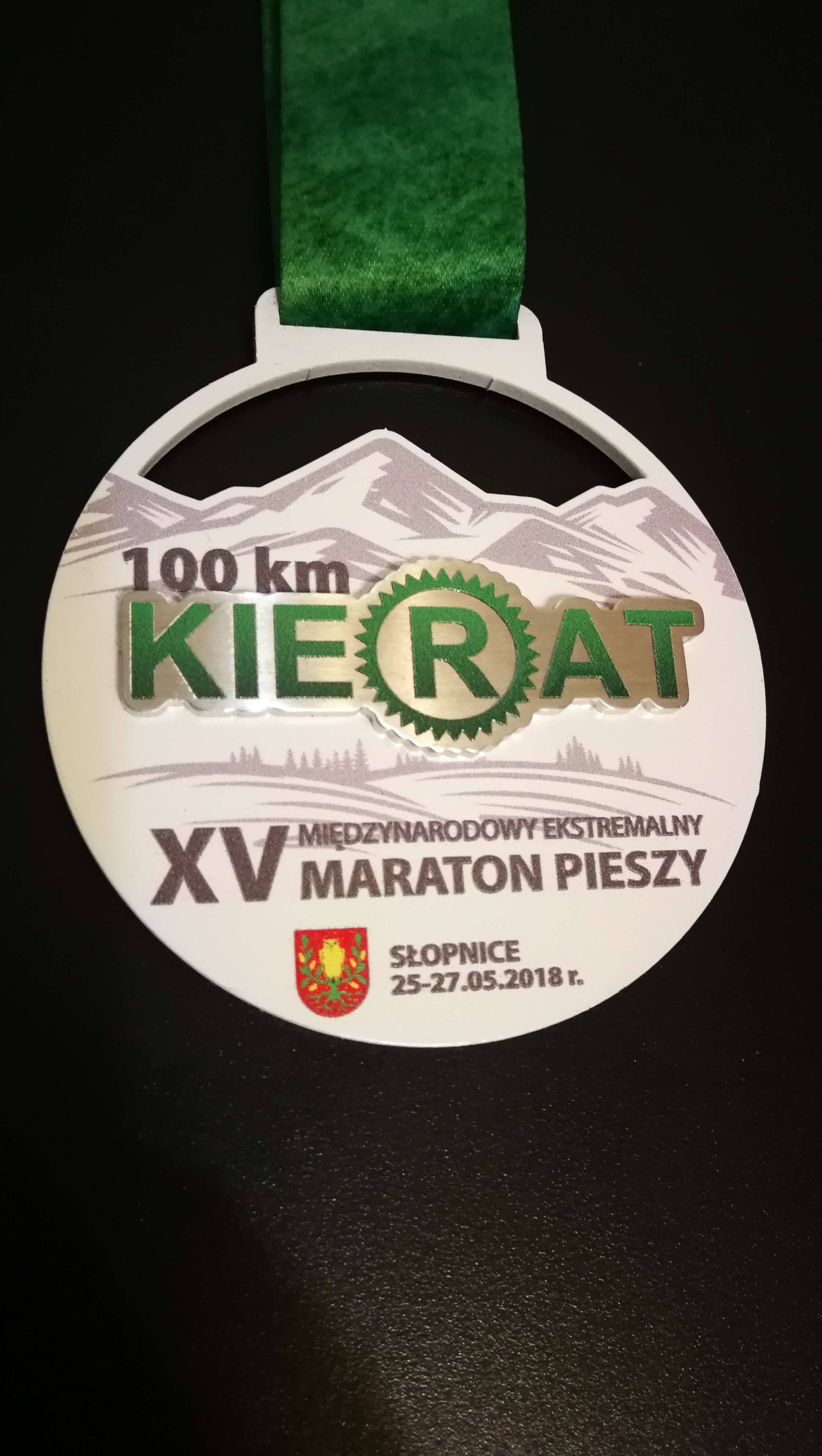
XV MEMP Kierat (2018)
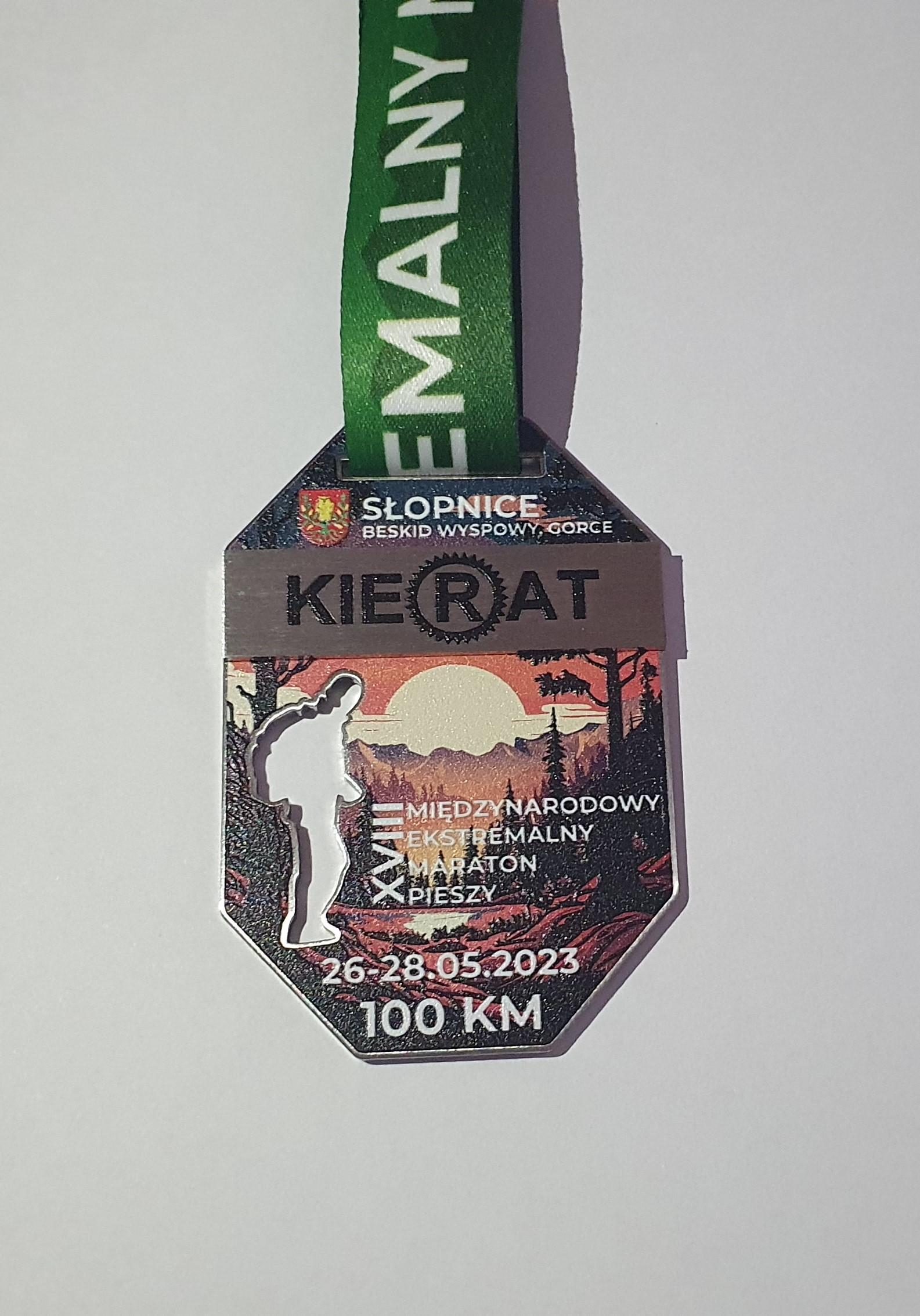
XVIII MEMP Kierat (2023)
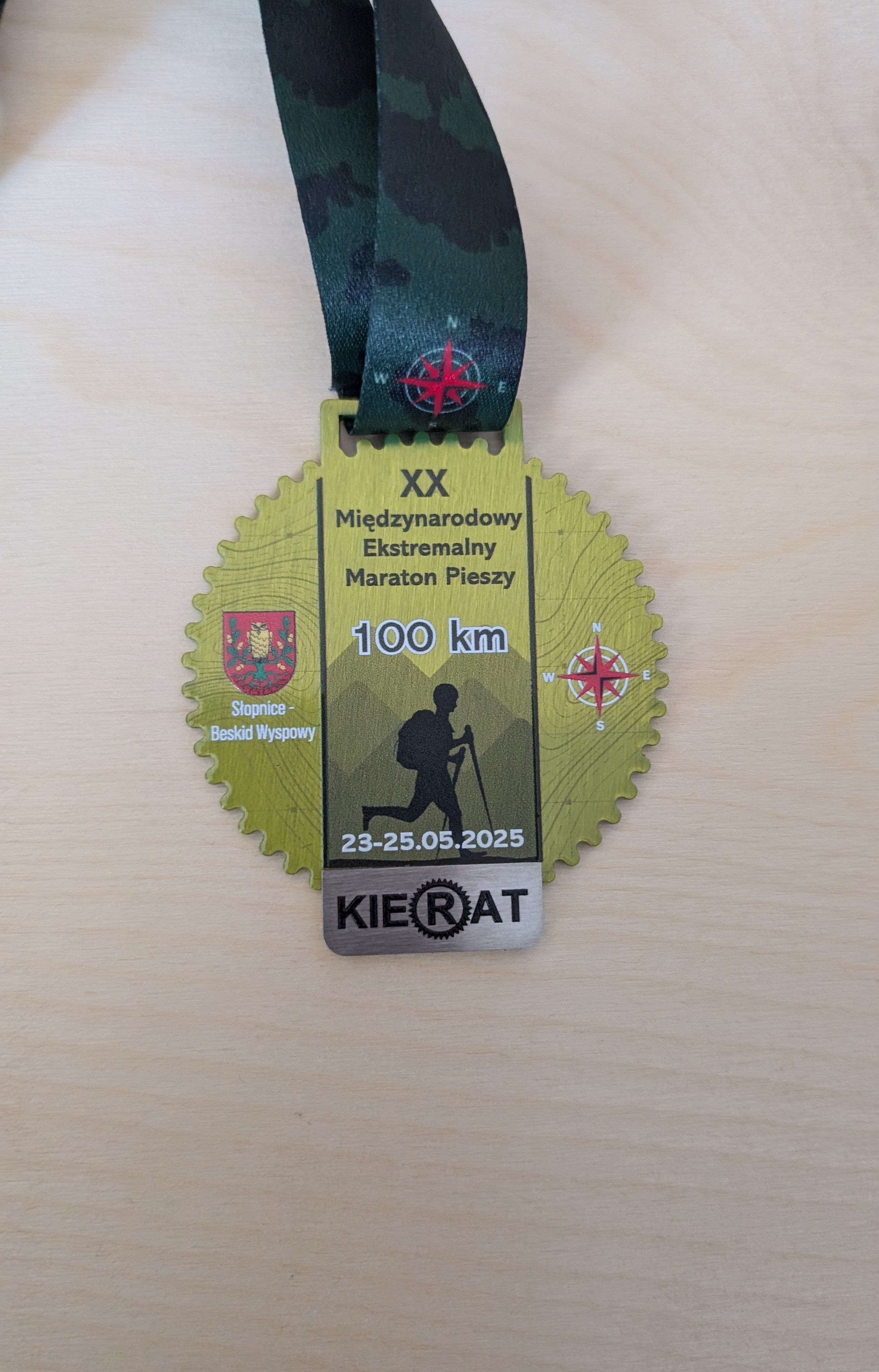
XX MEMP Kierat (2025)

## Edycje i wyniki maratonu[3]
| Edycja | Rok       | Data                | Baza zawodów | Lokalizacja trasy                     | Liczba uczestników | Liczba uczestników | Liczba uczestników | Liczba uczestników | Liczba uczestników | Zwycięzcy                                             | Zwycięzcy | Zwycięzcy                         | Zwycięzcy |
| Edycja | Rok       | Data                | Baza zawodów | Lokalizacja trasy                     | na starcie         | na mecie           | % na mecie         | kobiet             | mężczyzn           | mężczyźni                                             | czas M    | kobiety                           | Czas K    |
| ------ | --------- | ------------------- | ------------ | ------------------------------------- | ------------------ | ------------------ | ------------------ | ------------------ | ------------------ | ----------------------------------------------------- | --------- | --------------------------------- | --------- |
| I      | 2004      | 14–16 maja          | Limanowa     | Beskid Wyspowy, Pogórze Wiśnickie     | 18                 | 5                  | 28%                | 1                  | 17                 | Krzysztof Dołęgowski Jerzy Kryjomski                  | 16:45     | Krystyna Mokrzycka                | 27:40     |
| II     | 2005      | 10–12 czerwca       | Limanowa     | Beskid Wyspowy, Gorce                 | 148                | 29                 | 20%                | 22                 | 126                | Tomasz Koguciuk                                       | 15:26     | Marta Kaszałowicz                 | 26:59     |
| III    | 2006      | 19–21 maja          | Limanowa     | Beskid Wyspowy, Gorce                 | 187                | 84                 | 45%                | 28                 | 159                | Paweł Dybek                                           | 13:52     | Magda Horova                      | 17:40     |
| IV     | 2007      | 25–27 maja          | Limanowa     | Beskid Wyspowy                        | 217                | 59                 | 27%                | 28                 | 189                | Maciej Dubaj Marcin Krasuski                          | 17:45     | Magda Horova                      | 21:01     |
| V      | 2008      | 16–18 maja          | Limanowa     | Beskid Wyspowy, Gorce                 | 301                | 114                | 38%                | 33                 | 268                | Paweł Dybek                                           | 14:04     | Magda Horova                      | 20:29     |
| VI     | 2009      | 22–24 maja          | Limanowa     | Beskid Wyspowy, Gorce                 | 395                | 212                | 54%                | 45                 | 350                | Krzysztof Dołęgowski Wojtek Łachut                    | 15:08     | Magda Horova                      | 19:31     |
| VII    | 2010      | 14–16 maja          | Limanowa     | Beskid Wyspowy, Gorce                 | 503                | 230                | 46%                | 56                 | 447                | Krzysztof Dołęgowski Maciej Dubaj Bartłomiej Juroszek | 14:51     | Katarzyna Porębska                | 23:51     |
| VIII   | 2011      | 20–22 maja          | Limanowa     | Beskid Wyspowy, Gorce                 | 578                | 308                | 53%                | 81                 | 497                | Maciej Więcek                                         | 12:42     | Justyna Frączek Sabina Giełzak    | 16:40     |
| IX     | 2012      | 25–27 maja          | Limanowa     | Beskid Wyspowy                        | 530                | 348                | 66%                | 54                 | 476                | Maciej Dubaj                                          | 11:50     | Magda Horova                      | 17:04     |
| X      | 2013      | 24–26 maja          | Limanowa     | Beskid Wyspowy, Gorce                 | 611                | 387                | 63%                | 63                 | 548                | Maciej Więcek                                         | 12:59     | Magda Horova                      | 16:45     |
| XI     | 2014      | 23–25 maja          | Limanowa     | Beskid Wyspowy, Gorce                 | 717                | 420                | 59%                | 85                 | 632                | Maciej Więcek                                         | 13:34     | Anna Sułkowska Elżbieta Sułkowska | 17:04     |
| XII    | 2015      | 22–24 maja          | Limanowa     | Beskid Wyspowy, Pogórze Wiśnickie     | 647                | 375                | 58%                | 92                 | 555                | Bartłomiej Karabin                                    | 13:51     | Urszula Zimny                     | 17:28     |
| XIII   | 2016      | 20–22 maja          | Limanowa     | Beskid Wyspowy, Pogórze Wiśnickie     | 603                | 328                | 54%                | 89                 | 514                | Krzysztof Dołęgowski                                  | 12:08     | Katarzyna Lachor                  | 19:05     |
| XIV    | 2017      | 26–28 maja          | Słopnice     | Beskid Wyspowy, Gorce                 | 663                | 272                | 41%                | 99                 | 564                | Krzysztof Lisak                                       | 14:26     | Urszula Zimny                     | 19:53     |
| XV     | 2018      | 25–27 maja          | Słopnice     | Beskid Wyspowy, Beskid Makowski       | 589                | 355                | 60%                | 87                 | 502                | Maciej Więcek                                         | 13:19     | Urszula Zimny                     | 17:24     |
| XVI    | 2019      | 24–26 maja          | Słopnice     | Beskid Wyspowy, Gorce, Beskid Sądecki | 566                | 383                | 68%                | 81                 | 485                | Andrzej Brandt                                        | 12:43     | Justyna Frączek-Bogacka           | 14:54     |
| XVII   | 2020/2021 | 27–29 sierpnia 2021 | Słopnice     | Beskid Wyspowy, Gorce                 | 259                | 153                | 59%                | 39                 | 220                | Nikodem Poręba Tomasz Wieczorek                       | 13:43     | Beata Lis                         | 17:47     |
| XVIII  | 2023      | 26–28 maja          | Słopnice     | Beskid Wyspowy, Gorce                 | 400                | 253                | 63%                | 53                 | 347                | Tomasz Kobos                                          | 12:43     | Kamila Matras                     | 17:11     |
| XIX    | 2024      | 25-26 maja          | Słopnice     | Beskid Wyspowy, Beskid Sądecki, Gorce | 362                | 266                | 73%                | 43                 | 319                | Nikodem Poręba                                        | 11:57     | Paulina Bochenek                  | 17:29     |
| XX     | 2025      | 23-25 maja          | Słopnice     | Beskid Wyspowy                        | 370                | 242                | 65%                | 46                 | 324                | Szymon Dobrowolski                                    | 10:40     | Patrycja Kozioł                   | 16:49     |

## Klasyfikacja indywidualna zawodników
| Zawodnik             | Liczba zwycięstw |
| -------------------- | ---------------- |
| Krzysztof Dołęgowski | 4                |
| Maciej Więcek        | 4                |
| Maciej Dubaj         | 3                |
| Paweł Dybek          | 2                |
| Nikodem Poręba       | 2                |
| Andrzej Brandt       | 1                |
| Szymon Dobrowolski   | 1                |
| Bartłomiej Juroszek  | 1                |
| Bartłomiej Karabin   | 1                |
| Tomasz Kobos         | 1                |
| Tomasz Koguciuk      | 1                |
| Marcin Krasuski      | 1                |
| Jerzy Kryjomski      | 1                |
| Krzysztof Lisak      | 1                |
| Wojtek Łachut        | 1                |
| Tomasz Wieczorek     | 1                |

| Zawodniczka             | Liczba zwycięstw |
| ----------------------- | ---------------- |
| Magda Horova            | 6                |
| Urszula Zimny           | 3                |
| Justyna Frączek-Bogacka | 2                |
| Paulina Bochenek        | 1                |
| Sabina Giełzak          | 1                |
| Marta Kaszałowicz       | 1                |
| Patrycja Kozioł         | 1                |
| Katarzyna Lachor        | 1                |
| Beata Lis               | 1                |
| Kamila Matras           | 1                |
| Krystyna Mokrzycka      | 1                |
| Katarzyna Porębska      | 1                |
| Anna Sułkowska          | 1                |
| Elżbieta Sułkowska      | 1                |

| Klasyfikacja | Zawodnik                | Edycja     | Czas  |
| ------------ | ----------------------- | ---------- | ----- |
| Mężczyźni    | Szymon Dobrowolski      | XX (2025)  | 10:40 |
| Kobiety      | Justyna Frączek-Bogacka | XVI (2019) | 14:54 |